# 姬娜·薛域
凱拉·塞吉薇克（英語：Kyra Sedgwick，1965年8月19日—）是一名美國資深女演員，為荷里活二線影星。曾多次提名艾美獎、金球獎及美國演員工會獎等影視獎項，2007年因《真相追擊》中鍾白蘭一角而贏得第64屆金球獎最佳劇情電視劇女主角。

## 生平
全名Kyra Minturn Sedgwick，父親是英格蘭裔，屬美国圣公会，母親是猶太人。因父親的關係，與不少名人均是是遠房親戚，包括美國獨立宣言簽署人之一威廉·艾勒里、格罗顿学校的創辦人恩迪葛·皮博迪及伊迪·塞奇威克等。
大學畢業於南加州大学，主修戲劇。

### 個人生活
1988年與同是演員的凯文·贝肯結婚，婚後也合演過幾套電影。兩人育有一子一女：兒子1989年出生，名Travis Sedgwick Bacon，女兒1992年出生，名Sosie Ruth Bacon。
Sosie曾分別於2005年及2009年參與影視演出，兩次均是母親薛域已參與的項目：在電影Loverboy中，Sosie扮演一個10歲的女孩Emily，在電視劇《真相追擊》中，則扮演薛域之角色鍾白蘭的姪女Charlie。

## 外部連結
- 姬娜·薛域在互联网电影资料库（IMDb）上的資料（英文）
- 姬娜·薛域 在雅虎電影的頁面
- 姬娜·薛域的MySpace主頁